# Narni sotterranea
Narni sotterranea è un complesso di ipogei riscoperti a partire dal 1977, costituiti per la maggior parte da cisterne per l'acqua e da locali adibiti a differenti usi, sia dalla popolazione che dagli ordini monastici. Parte di essi sono oggi aperti al pubblico.

## Storia e descrizione
Nel 1979 il gruppo speleologico UTEC di Narni (TR), composto da 6 giovani, scoprì un piccolo passaggio attraverso un muro sotto un antico convento domenicano.
Nel 1994 vennero ultimati i lavori di scavo e ripulitura dei resti e il sito fu aperto al pubblico con la denominazione di Narni Sotterranea.
Il primo ambiente si scoprì essere una chiesa del XII secolo-XIII secolo. Inizialmente uno spesso strato di calcare depositato dallo stillicidio copriva gli affreschi.
Venne intrapreso un lento ma efficace lavoro di restauro grazie ai contributi del Comune di Narni, dei biglietti delle visite guidate e degli sponsor. Emersero così dipinti risalenti al pieno Medioevo di artisti umbri, raffiguranti il Cristo deposto dalla croce, l'incoronazione di Maria, i simboli dei quattro evangelisti ma soprattutto molti ritratti di San Michele Arcangelo, a cui era dedicata la chiesa, che venne poi riconsacrata nel 2000.
Scavato nella roccia adiacente si trova un'antica cisterna del I sec. a.C. e un locale dove è possibile effettuare una visita virtuale dell'acquedotto romano della Formina, che riforniva la città, e ammirare fedeli riproduzioni di alcuni strumenti usati dagli architetti del tempo. Così il turista viene accompagnato nella scoperta dell'idraulica antica.
Il luogo più segreto del complesso monastico si raggiunge tramite un'insignificante porta che i primi esploratori hanno provveduto a riaprire nel 1979.
Un lungo corridoio conduce in una grande sala, la Sala dei Tormenti (così chiamata nei documenti degli Archivi Vaticani).
Dalla metà del XVI secolo (dopo il Concilio di Trento) alla metà del XIX secolo ebbe qui una sua sede il Santo Uffizio o Tribunale dell'Inquisizione.
Un'altra prova di questa presenza si ha grazie ad un intero processo del 1726, scampato ai saccheggi, rinvenuto a Dublino, nel quale viene descritta la fuga di Domenico Ciabocchi, condannato per eresia in quanto bigamo, che strangolò il vivandiere e fuggì.
Su un lato della sala una piccola porta permette l'accesso ad una cella carceraria.
Le pareti della cella sono avvolte da un gran numero di segni graffiti. Per lasciare una traccia indelebile della loro sofferenza e non avendo a disposizione carta o inchiostro, i prigionieri usarono un coccio appuntito sull'intonaco bianco. In questo modo nomi, date e simboli sono potuti arrivare fino ai giorni nostri.
Dopo secoli di silenzio è riemersa la storia di un prigioniero, che trascorse in quella cella almeno 90 giorni fra il 1759 e il 1760, Giuseppe Andrea Lombardini.
Per non rischiare che venissero cancellati, Lombardini affidò i suoi messaggi di pace, libertà e giustizia ad un linguaggio con simboli massonici, alchemici e cabalistici incisi secondo un preciso disegno mentale. Grazie ai documenti rinvenuti negli Archivi Vaticani, al Trinity College di Dublino e in varie altre città italiane è stato possibile scoprire la storia dell'Inquisizione a Narni.
La visita si conclude nella chiesa di San Domenico, un tempo Santa Maria Maggiore (oggi trasformata in sala conferenze), che fu cattedrale di Narni fino al XIII secolo In questo edificio è possibile ammirare le scoperte archeologiche, fra cui un mosaico bizantino del VI secolo

## Altri siti visitabili
Il centro storico di Narni è ricco di cavità artificiali, specialmente cisterne per raccogliere e conservare l'acqua. Per questo motivo nel 1981 venne organizzato in città il primo convegno in assoluto sulle cavità artificiali, che tracciò un percorso seguito da moltissime realtà archeologiche e speleologiche, italiane ed internazionali.
Uno dei luoghi resi accessibili è il Lacus in Piazza Garibaldi, un vasto ambiente sottostante la piazza cui si accedeva per attingere l'acqua dell'acquedotto romano della Formina.

## Fonti
- Roberto Nini - Alla ricerca della verità. Sulle tracce dell'inquisizione per scoprire il mistero dei sotterranei di Narni – Editore Thyrus
- Film documentario in DVD tratto dal libro “Alla ricerca della verità”